# مدرسة أكسفورد مارتن
مدرسة أكسفورد مارتن (بالإنجليزية: Oxford Martin School) هي وحدة بحث وسياسة مقرها في قسم العلوم الاجتماعية بجامعة أكسفورد. تأسست في يونيو 2005 باسم مدرسة جيمس مارتن للقرن الحادي والعشرين وتقع في المبنى الأصلي للمعهد الهندي. سميت على اسم مؤسسها جيمس مارتن مؤلف كتاب المجتمع السلكي ومعنى القرن الحادي والعشرين. مديرها هو تشارلز جودفري الذي تولى المنصب في فبراير 2018. كان المدير المؤسس للمدرسة هو إيان جولدين الذي شغل هذا المنصب من سبتمبر 2006 إلى سبتمبر 2016.
«إيجاد حلول لمشاكل العالم الأكثر إلحاحًا» هي المهمة المعلنة لمدرسة أكسفورد مارتن.

## البحث
تستثمر الكلية في الأبحاث التي تتناول «التحديات والفرص العالمية الأكثر إلحاحًا في القرن الحادي والعشرين». كما أنها يتخذ نهجًا متعدد التخصصات لقضايا مثل تغير المناخ والهجرة ومستقبل البشرية. أسست المدرسة وكلية الفلسفة بجامعة أكسفورد معهد مستقبل الإنسانية في 2005.
في عام 2010 أعلنت المدرسة عن النتيجة الناجحة لخطة التمويل المتطابقة البالغة 100 مليون دولار والتي شهدت عدد البرامج البحثية في المدرسة أكثر من الضعف.
في سبتمبر 2012 أطلقت المدرسة لجنة أكسفورد مارتن للأجيال القادمة، وهي مجموعة متعددة التخصصات تبحث في القضايا العالمية مثل الأمن السيبراني وتغير المناخ والشفافية السياسية. أفادت اللجنة برئاسة باسكال لامي في عام 2013 بتقديم خمسة عشر اقتراحًا حول كيفية الاستجابة لهذه الاتجاهات. وشملت هذه بعض التوسعات في المشاريع القائمة وبعض المقترحات الجديدة.
نظر تقرير نُشر في عام 2013 في تأثير التقنيات الجديدة على هيكل سوق العمل، مع استبدال الوظائف المتكررة بالأتمتة. وتوقعت أنه على مدى عقدين من الزمن، كانت 45 بالمائة من الوظائف في الولايات المتحدة معرضة لخطر الاستبدال. بحث تقرير نُشر في أوائل عام 2016 بعنوان «التجديد الصناعي في القرن الحادي والعشرين: أدلة من مدن أمريكية»، في كيفية تأثير شركات التكنولوجيا مثل فيس بوك وأوبر على الاقتصاد الأوسع للولايات المتحدة. وأظهرت أن تأثيرها على خلق فرص العمل ضئيل وأنها تزيد من التفاوتات في الثروة.
تم إدراج اثنين من مديري الأبحاث في مدرسة أكسفورد مارتن ضمن أفضل المفكرين في العالم في مجلة بروسبكت: تم إدراج الفيلسوف نيك بوستروم في المركز الخامس عشر في عام 2014 وباحث التنمية العالمي ماكس روزر في المركز الثاني في عام 2019.
المدرسة هي موطن «برنامج أكسفورد مارتن بشأن التجارة غير المشروعة في الحياة البرية» الذي يهدف إلى تغيير الطلب على منتجات الحياة البرية غير القانونية.
المنشور الرئيسي لأبحاث المدرسة هو عالمنا في البيانات، والذي تم نشره بالاشتراك مع معمل بيانات التغيير العالمي. تتماشى مهمة المنشور - «البحث والبيانات لإحراز تقدم في مواجهة أكبر مشاكل العالم» - بشكل وثيق مع مهمة المدرسة. يقع فريق بحث المنشور في المدرسة. عالمنا في البيانات هو أكبر منشور علمي مفتوح الوصول مقره في جامعة في جميع أنحاء العالم ويستخدم على نطاق واسع في مؤسسات السياسة.